# 哌嗪
哌是一种有机化合物。哌嗪是包含两个氮原子的六元杂环，两个氮原子处于对位。
很多哌嗪类化合物有一些重要的药理性质，其都包含哌嗪官能团。